# Kamassen
Die Kamassen, Kamassiner oder Kamassinen (Eigenbezeichnung: kalamaži, kanmaži, russisch камасинцы kamassinzy) waren eine samojedische Volksgruppe in Westsibirien. Sie sind seit 1989 nachweislich ausgestorben.
Der Begriff leitet sich aus der Zusammensetzung des samojedischen Begriffs kama (Berg) und des Begriffs az (eine alte sibirische Volksbezeichnung) her und bedeutet sinngemäß: „Leute in den Bergen“. Zusammen mit der ebenfalls ausgestorbenen matorischen Sprache sowie der selkupischen Sprache gehörte die kamassische Sprache zum Sprachraum der Südsamojeden.

## Siedlungsraum und Geschichte
Die Kamassen siedelten insbesondere im Sajangebirge und den dem Gebirge vorgelagerten Landschaftsteilen. Erstmals erwähnt wurden sie im Jahr 1735 durch Peter Simon Pallas. Pallas hatte seitens der Petersburger Akademie der Wissenschaften den Auftrag erhalten, Material zu sammeln für ein Vergleichendes Wörterbuch. Er stieß auf die Kamassen und nannte sie „Monticolae Sajanenses“.
Wie auch andere südsamojedische Völker im Gebiet des Sajangebirges waren die Kamassen von kultureller und sprachlicher Turkisierung betroffen und gingen infolgedessen teilweise in der Volksgruppe der Koibalen auf, die einen Teilstamm der Chakassen bilden.
Die letzten Kamassen wurden 1914 im Dorf Abalakowo bei Aginskoje von einer Expedition unter Kai Donner ausfindig gemacht; dies wurde 1920 in einem Artikel im Magazin Sewernaja Asija („Nördliches Asien“) veröffentlicht. 1926 wurde die Volksgruppe, die ihre Sprache nie schriftlich fixierte, für ausgestorben erklärt. Eine Expedition der Universität des Uralgebietes im Jahr 1963 eruierte, dass noch zwei weibliche Personen Kamassisch sprachen. 1989 verstarb die letzte der beiden Frauen, Klawdija Plotnikowa.